# کانال ۷ (تایلند)
کانال ۷ (تایلندی: สถานีโทรทัศน์ช่อง ۷ เอชดี) یا کانال ۷ اچ دی یک شبکهٔ تلویزیونی رایگان تایلندی است که در روز ۲۷ نوامبر ۱۹۶۷ راه اندازی گردید. این شبکه در منطقهٔ سرزمین اصلی جنوب شرق آسیا، اولین شبکه ای بود که پخش برنامه به صورت رنگی را آغاز کرد. این شبکه به واسطهٔ شرکت تلویزیون و رسانه بانکوک، تحت مالکیت ارتش پادشاهی تایلند قرار دارد. ادارهٔ مرکزی این شبکه در موچیت، چاتوچاک، بانکوک واقع شده است.

## تاریخچه
این کانال تلویزیونی طی مراسمی در روز ۲۷ نوامبر۱۹۶۷، ساعت ۷ عصر تی اس تی راه اندازی شد. در آن دوره، مسئولیت آن بر عهده نخست‌وزیر فیلد مارشال تانوم کیتکاچورن بود. اولین برنامه ای که از این کانال پخش شد، مسابقه دوشیزه تایلند ۱۹۶۷ بود. کانال ۷ در آن زمان به «شبکه تلویزیون رنگی بانکوک» شناخته می‌شد و بر روی فرکانس کانال ۵ کنونی برنامه پخش می‌کرد و اولین ایستگاه تلویزیونی پخش برنامه به صورت رنگی در کشور بود که از سیستم پال استفاده کرد. در روز ۱ ژانویه ۱۹۷۲، پخس سراسری برنامه‌های خود را آغاز کرد.